# Mist BC
Mist Basketball Club, também conhecido como Mist BC, é um time profissional de basquete 3x3 norte-americano. É membro da liga de basquete Unrivaled e fez sua estreia em janeiro de 2025. O time tem sede em Miami, Flórida, e é liderado pelo treinador Phil Handy.

## História
Em 24 de outubro de 2024, a liga de basquete Unrivaled anunciou os nomes e logotipos das seis equipes que se juntarão à liga: Laces BC, Lunar Owls BC, Mist BC, Phantom BC, Rose BC e Vinyl BC. Mist BC, assim como as outras cinco equipes, terá sede em Miami, Flórida, para a temporada inaugural de 2025. Alex Bazzell, presidente da Unrivaled, confirmou que a liga é proprietária das seis equipes. Os seis treinadores principais inaugurais foram contratados posteriormente, em 15 de dezembro.

### Temporada de 2025
Breanna Stewart marcou a primeira cesta na história do Unrivaled.

## Jogadoras
Em 20 de novembro de 2024, os seis treinadores principais colaboraram para equilibrar e escolher as escalações das seis equipes. Após o programa de seleção, o elenco do Mist BC definiu Breanna Stewart, Jewell Loyd, Rickea Jackson, DiJonai Carrington, Courtney Vandersloot e Aaliyah Edwards como suas jogadoras.
Em janeiro, o Mist BC contratou NaLyssa Smith como reserva, uma vez que Carrington e Loyd não estavam disponíveis para o jogo de 24 de janeiro contra o Phantom BC.
| Jogadoras       | Jogadoras   | Jogadoras      | Jogadoras          | Jogadoras            | Jogadoras       |
| --------------- | ----------- | -------------- | ------------------ | -------------------- | --------------- |
| Breanna Stewart | Jewell Loyd | Rickea Jackson | DiJonai Carrington | Courtney Vandersloot | Aaliyah Edwards |